# Richard Westfall
Richard Samuel „Sam“ Westfall (* 22. April 1924 in Fort Collins, Colorado; † 21. August 1996 in Bloomington, Indiana) war ein US-amerikanischer Wissenschaftshistoriker, bekannt für seine Biographie von Isaac Newton.

## Leben und Werk
Westfall war der Sohn eines Professors für englische Literatur und studierte ab 1942 an der Yale University, unterbrochen von zwei Jahren Wehrdienst im Zweiten Weltkrieg. 1948 machte er seinen Bachelor-Abschluss. Er promovierte 1955 in Yale („Christianity and the Virtuosi“, die Arbeit floss in sein Buch „Science and Religion in 17. Century England“ von 1958 ein). 1952/53 lehrte er am Caltech, 1953 bis 1957 an der Iowa State University und danach bis 1963 am Grinnell College in Iowa. Ab 1963 war er an der Indiana University als Professor für Geschichte und Wissenschaftsgeschichte. 1989 emeritierte er. Er starb an einem Herzanfall.
Westfall beschäftigte sich mit der Wissenschaftsgeschichte des 16. und 17. Jahrhunderts. 1971 gewann er den Pfizer Preis für Force in Newton’s Physics: the Science of Dynamics in the Seventeenth Century.
Er ist der Verfasser einer der bis heute maßgeblichen Newton-Biographien. An der Biographie hatte er 20 Jahre gearbeitet; er erhielt dafür 1982 den Leo Gershoy Award und 1983 erneut den Pfizer-Preis. Er stellte darin zwar auch die teilweise neurotischen Züge von Newtons Persönlichkeit heraus, konzentrierte seine Darstellung aber auf den Wissenschaftler Newton, den er für die bedeutendste Persönlichkeit der westeuropäischen Zivilisation hielt.
Im Rahmen eines Forschungsprojekts über die sozialen Verbindungen von Wissenschaftlern im 16. und 17. Jahrhundert in Europa stellte er eine Sammlung von Biographien von 631 Wissenschaftlern zusammen, die online beim Galileo Project zugänglich sind.
Er war Mitglied der American Academy of Arts and Sciences und der Royal Society of Literature. 1977/78 war er Präsident der History of Science Society. 1985 erhielt er die George-Sarton-Medaille und 1987 den Derek Price für seinen Artikel: Science and Patronage: Galileo and the Telescope. Durch seine Alma Mater wurde er 1988 mit der Wilbur Cross Medal ausgezeichnet.
Er war verheiratet und hatte einen Sohn und zwei Töchter.

## Schriften (Auswahl)
- Science and Patronage: Galileo and the Telescope, Isis, Bd. 76, 1985, S. 11–30